# Президентские выборы в Барбадосе (2025)
Вторые президентские выборы в истории Барбадоса пройдут в ноябре 2025 года. Возможно кандидатом на них будет действующий президент Барбадоса Сандра Мейсон.

## Избирательная система
Президент Барбадоса избирается непрямым путём парламентом страны.
Премьер-министр и лидер Оппозиции совместно выдвигают согласованного кандидата за 90 дней до истечения срока полномочий действующего президента, который затем избирается без голосования на совместном заседании обеих палат парламента, если парламентарии не выдвинут свои возражения. В случае возражения совместное заседание приостанавливается, и две палаты парламента, Сенат и Палата собрания, собираются отдельно и каждая из палат голосует за принятие или отклонение кандидатуры. Затем для избрания кандидата во всех турах голосования требуется квалифицированное большинство в ⅔ действительных голосов в каждой палате отдельно.
Если за 60 дней до окончания срока полномочий действующего президента не выдвинут ни один кандидат, получивший консенсус, выборы открываются для других кандидатов. Чтобы попасть в бюллетень для голосования на таких открытых выборах, кандидат должен быть выдвинут либо премьер-министром, либо лидером Оппозиции, либо не менее чем десятью членами Палаты собрания. Требование квалифицированного большинства в две трети действительных голосов в каждой палате отдельно также применяется к открытым выборам, что означает, что, если был выдвинут только один кандидат, система голосования будет такой же, как и в случае возражений против консенсусного кандидата.